# Gottes Zeit ist die allerbeste Zeit, BWV 106

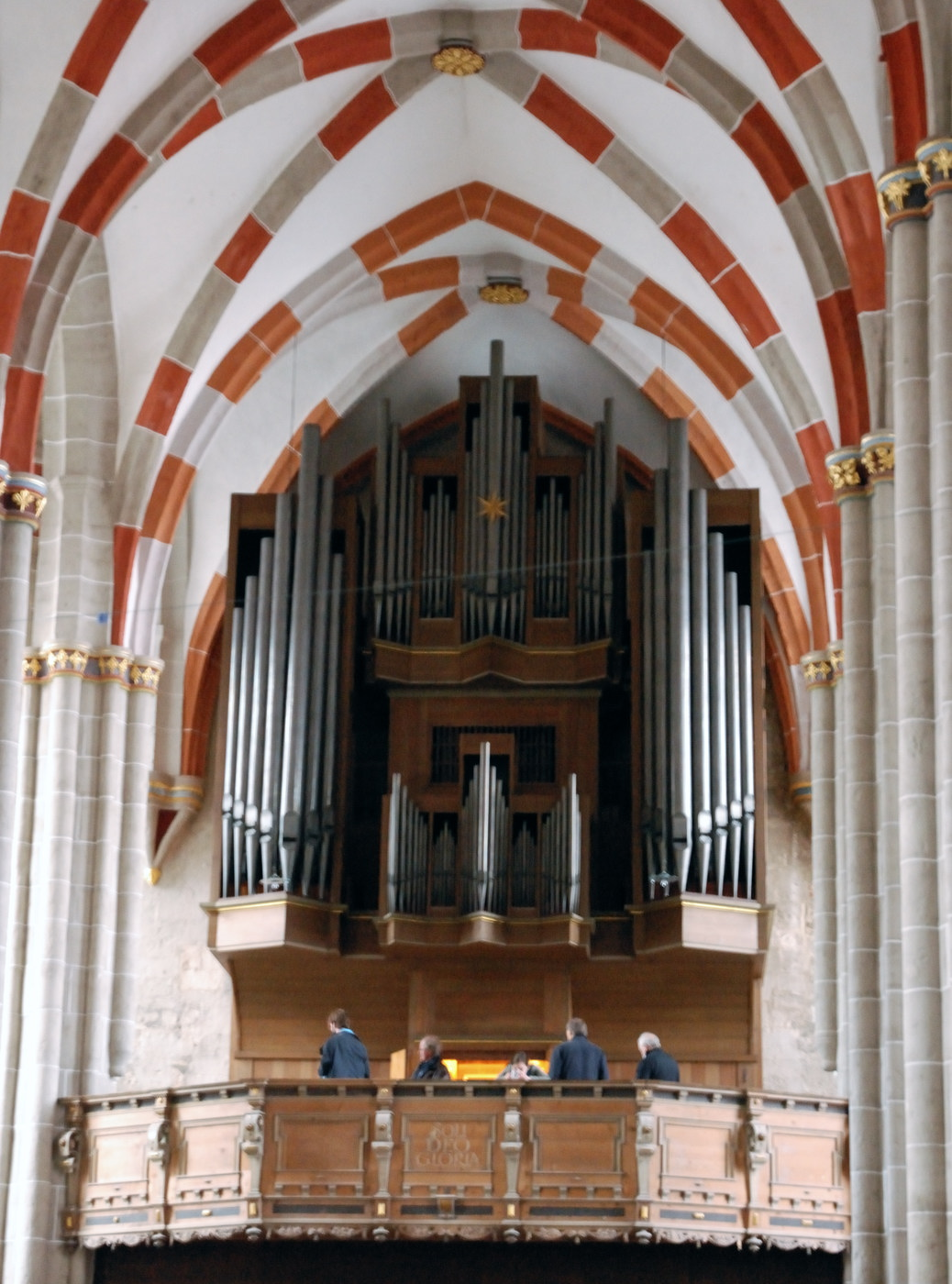
Divi Blasii, Mühlhausen.

Gottes Zeit ist die allerbeste Zeit, BWV 106 (en español, El tiempo de Dios es el mejor momento) también conocida como Actus tragicus, es una cantata sacra temprana compuesta por Johann Sebastian Bach en Mühlhausen, destinada a un funeral.
La fuente más antigua de la composición es un manuscrito copiado con fecha de 1768, por lo tanto, la fecha de la composición no es segura. La investigación lleva al funeral de un exalcalde de Mühlhausen el 16 de septiembre de 1708. El texto es una yuxtaposición cuidadosamente recopilada de textos bíblicos, tres citas del Antiguo Testamento y cuatro del Nuevo Testamento, combinadas con himnos fúnebres, de los cuales dos se cantan y uno es citado instrumentalmente, y algunas adiciones por un autor anónimo. Bach escribió la partitura de la obra para cuatro partes vocales y un pequeño conjunto de instrumentos barrocos, dos flautas dulces, dos violas da gamba y bajo continuo. La obra la abre una «Sonatina» instrumental, seguida de secciones compuestas que han sido asignadas a cuatro movimientos. La estructura es simétrica en torno a un punto de inflexión, cuando las voces bajas, que contemplan el Antiguo Pacto, son vencidas por una soprano que llama a Jesús.

## Historia
Aunque el manuscrito de Bach se perdió, hay consenso en que la obra es una de las primeras cantatas de Bach, probablemente compuesta durante el año que pasó en Mühlhausen 1707/1708 como organista de la iglesia Divi Blasii, a la edad de 22 años. Se conocen varios funerales que tuvieron lugar en ese momento  y que se propusieron como ocasión para la composición, por ejemplo, el de su tío materno Tobias Lämmerhirt, quien murió en Erfurt el 10 de agosto de 1707, y el de Adolph Strecker, un exalcalde de Mühlhausen, cuyo funeral fue el 16 de septiembre de 1708.
El primer manuscrito sobreviviente, de la mano de Christian Friedrich Penzel, fue copiado en 1768 después de la muerte de Bach. Introdujo el título Actus tragicus. La cantata se publicó en 1876 como parte de la primera edición completa de las obras de Bach: Bach-Gesellschaft-Ausgabe, editada por Wilhelm Rust.

## Texto
El texto consta de diferentes pasajes bíblicos del Antiguo y Nuevo Testamento, así como versos individuales de himnos de Martín Lutero y Adam Reusner, que en conjunto se refieren a la finitud, la preparación para la muerte y la muerte. La cantata tiene dos partes distintas: la visión del Antiguo Testamento sobre la muerte, que se muestra en la primera parte, se confronta con la del Nuevo Testamento en la segunda parte, lo que lleva a una estructura simétrica. La yuxtaposición de textos del Antiguo y Nuevo Testamento apareció antes en la Christliche Betschule (escuela cristiana de oración) de Johann Olearius. Markus Rathey, profesor del Instituto de Música Sagrada de Yale, ha argumentado que el sermón dado en el funeral de Strecker es similar en ideas a los temas de las cantatas. Esto puede ser una indicación de que Bach compuso la obra para esta ocasión.

## Partitura y estructura
Bach marcó la cantata para cuatro partes vocales (soprano (S), alto (A), tenor (T) y bajo (B)) y un conjunto de cámara de instrumentos barrocos: dos flautas altas (Fl), dos violas da gamba (Vg) y bajo continuo. La duración es de 23 minutos.
Las secciones que comprenden la cantata se agrupan tradicionalmente en cuatro movimientos. La musicóloga Carol Traupman-Carr señala: «Aunque los movimientos están marcados por cambios de tempo, ocasionalmente cambios de tonalidad, cambios de medida y líneas de doble compás, la Cantata 106 parece ser una obra continua. Bach ayuda a crear un efecto más uniforme resolviendo ocasionalmente la cadencia de una sección al compás de otra, desdibujando así los comienzos y finales de los movimientos tradicionales». Las tonalidades y compases se toman de la primera publicación. Las tonalidades en el Neue Bach-Ausgabe y otras publicaciones más recientes comienzan en fa mayor.
| Movimiento | N.º | Título                                                                                             | Texto                                               | Tipo           | Voces | Instr.  | Tonalidad | Compás            | Tempo                  |
| ---------- | --- | -------------------------------------------------------------------------------------------------- | --------------------------------------------------- | -------------- | ----- | ------- | --------- | ----------------- | ---------------------- |
| 1          |     | Sonatina                                                                                           |                                                     |                |       | 2Fl 2Vg | mi♭ mayor | cuatro por cuatro | Molto adagio           |
| 2          | 2a  | Gottes Zeit ist die allerbeste Zeit                                                                | anon.                                               | Coro           | SATB  | 2Fl 2Vg | mi♭ mayor | 3 4               | – Allegro Adagio assai |
| 2          | 2b  | Ach, Herr, lehre uns bedenken                                                                      | Salmos 90:12                                        | Arioso         | T     | 2Fl 2Vg | do menor  |                   | Lento                  |
| 2          | 2c  | Bestelle dein Haus                                                                                 | Isaías 38:1                                         | Aria           | B     | 2Fl 2Vg | do menor  | 3 8               | Vivace                 |
| 2          | 2d  | Es ist der alte Bund Ja, komm, Herr Jesu, komm! Ich hab mein Sach Gott heimgestellt (instrumental) | Jesús ben Sirá 14:17 Apocalipsis 22:20 Johann Leon  | Coro y solo    | ATB S | 2Fl 2Vg | fa menor  | cuatro por cuatro | Andante                |
| 3          | 3a  | In deine Hände befehl ich meinen Geist du hast mich erlöset, Herr, du getreuer Gott.               | Lucas 23:46 Salmos 31:5                             | Aria           | A     | 2Vg     | si♭ menor | cuatro por cuatro |                        |
| 3          | 3b  | Heute wirst du mit mir im Paradies sein Mit Fried und Freud ich fahr dahin                         | Lucas 23:43 Martín Lutero a partir de Nunc dimittis | Arioso y coral | B A   | 2Vg     | do menor  | cuatro por cuatro |                        |
| 4          |     | Glorie, Lob, Ehr und Herrlichkeit                                                                  | Adam Reusner                                        | Coro           | SATB  | 2Fl 2Vg | mi♭ mayor | cuatro por cuatro | – Allegro              |

## Música

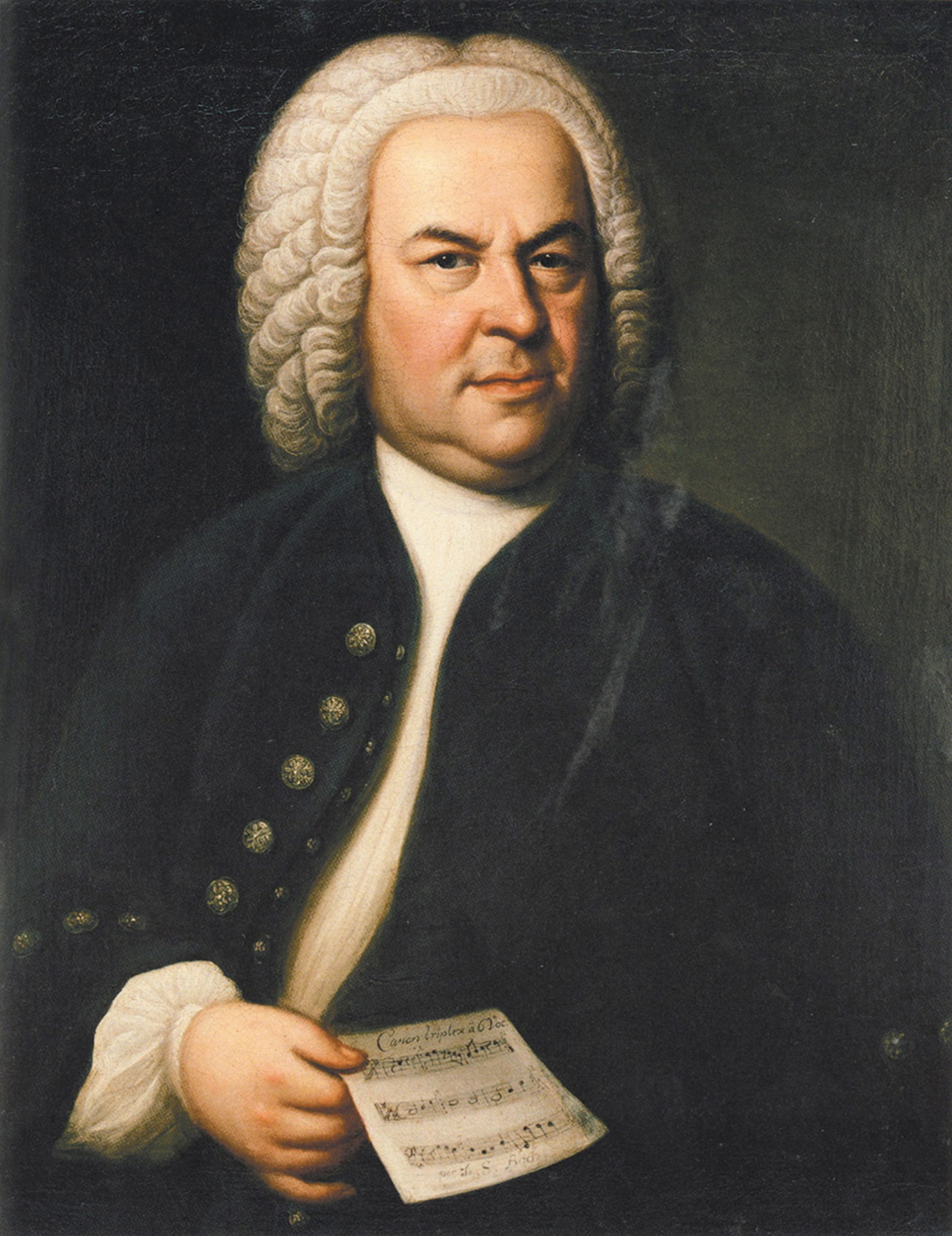
Johann Sebastian Bach, compositor de la cantata.

### 1
En la sonatina de apertura, marcada Molto adagio, dos flautas alto obbligato se hacen eco tristemente sobre un fondo sonoro de viola da gambas y bajo continuo.

### 2
El primer movimiento vocal combina varios aspectos de la preparación para morir, basado principalmente en textos del Antiguo Testamento. Bach expresa sus ideas en una variedad de formas musicales y de partitura. El movimiento comienza (2a) en un texto en poesía libre, «Gottes Zeit ist die allerbeste Zeit» (El tiempo de Dios es el mejor de todos los tiempos). El coro no tiene marca de tempo inicial, pero tiene una sección fugal marcada Allegro y el final es Adagio assai.
El pensamiento del Salmo 90 (2b), «Ach, Herr, lehre uns bedenken, daß wir sterben müssen» (Ah, Señor, enséñanos a considerar que debemos morir) se presenta como un arioso del tenor, marcado Lento. La línea melódica está rota por restos de reflexión.
La advertencia para estar preparado para la muerte (2c) de Isaías, «Bestelle dein Haus; denn du wirst sterben» (Pon tu casa en orden, porque morirás), se realiza como un aria por el bajo, marcada Vivace. Los arpegios de la flauta acompañan la voz que se describe como «evocadora del mandato de Dios».
Marcado Andante, el movimiento concluye (2d) con la pieza central en la composición simétrica. Presenta un contraste: mientras las voces corales inferiores recuerdan el Antiguo Pacto, «Es ist der alte Bund: Mensch, du mußt sterben!» (Es la antigua ley: ¡humano, debes morir!), basado en Jesús ben Sirá, la soprano solista recurre a aceptar la muerte como una unión con Jesús, cantando tres veces «Ja, komm, Herr Jesu, komm!» (¡Sí, ven, Señor Jesús!). La decisión personal está respaldada por la cita instrumental en las flautas del himno de Johann Leon «Ich hab mein Sach Gott heimgestellt» (He llevado mis asuntos a Dios). La última llamada a Jesús cierra el movimiento, lo que lleva a un largo descanso. La musicóloga Wendy Heller escribe:

Bach allows the confident soprano the final word, one that even silences the continuo; the passage concludes with an ornamented cadential passage in semiquaver triplets that arrives with tentative optimism and a distinct lack of completion ...
Bach le permite al soprano confiado la última palabra, una que incluso silencia el continuo. El pasaje concluye con un pasaje cadencial ornamentado en tresillos de semicorchea que llega con un optimismo tentativo y una clara falta de finalización ...

### 3
El segundo movimiento vocal es una combinación similar de ideas, ahora principalmente del Nuevo Testamento. Cita dos veces lo que Jesús dijo en la cruz según el Evangelio de Lucas. La primera cita (3a), «In deine Hände befehl ich meinen Geist» (En tus manos encomiendo mi espíritu), con una explicación adicional «du hast mich erlöset, Herr, du getreuer Gott» (Me has redimido, Señor, Dios fiel), del Salmo 31, se presenta como un aria alto.
La segunda cita (3b), «Heute wirst du mit mir im Paradies sein» (Hoy estarás conmigo en el paraíso), es un arioso bajo, respaldado por el himno de Martín Lutero Mit Fried und Freud ich fahr dahin (Con paz y alegría partí), a partir del Nunc dimittis (también siguiendo al Evangelio de Lucas), cantada por el alto como un cantus firmus.

### 4
La obra concluye con la séptima estancia final del himno de Adam Reusner In dich hab ich gehoffet, Herr, «Glorie, Lob, Ehr und Herrlichkeit» (Gloria, alabanza, honor y majestad), como movimiento coral, pero no un simple arreglo de cuatro partes. Introducido por un pasaje instrumental que recuerda motivos de la «Sonatina», las primeras líneas del himno tienen cuatro partes. El movimiento termina en una fuga doble en Amén marcado Allegro. El musicólogo Julian Mincham señala que la sección de fuga se convirtió en el «foco principal de la pieza».

## Evaluación
La cantata se encuentra entre las obras más importantes de Bach. El experto en Bach, Alfred Dürr, denominó a la cantata «una obra de genio que incluso los grandes maestros rara vez logran ... El Actus tragicus pertenece a la gran literatura musical del mundo».